# 保羅·真蒂洛尼
保罗·真蒂洛尼·西尔韦里（發音：[ˈpaːolo dʒentiˈloːni]；1954年11月22日—），意大利民主党政治人物，2016年至2018年間擔任意大利总理。真蒂洛尼於2014年擔任前总理马泰奥·伦齐政府的外交部部長，到2016年12月應總統塞尔焦·马塔雷拉要求籌組新政府。此前他也擔任過第二次罗马诺·普罗迪內閣的交通部部長。
卸任總理後，他獲第一屆孔特政府提名，並於2019年起在馮德萊恩委員會中擔任歐盟經濟專員。